# Sagwara
Sagwara là một thành phố và khu đô thị của quận Dungarpur thuộc bang Rajasthan, Ấn Độ.

## Địa lý
Sagwara có vị trí 23°41′B 74°01′Đ / 23,68°B 74,02°Đ Nó có độ cao trung bình là 244 mét (800 feet).

## Nhân khẩu
Theo điều tra dân số năm 2001 của Ấn Độ, Sagwara có dân số 30.993 người. Phái nam chiếm 49% tổng số dân và phái nữ chiếm 51%. Sagwara có tỷ lệ 59% biết đọc biết viết, thấp hơn tỷ lệ trung bình toàn quốc là 59,5%: tỷ lệ cho phái nam là 68%, và tỷ lệ cho phái nữ là 50%. Tại Sagwara, 16% dân số nhỏ hơn 6 tuổi.